# Puliciphora virginiensis
Puliciphora virginiensis är en tvåvingeart som beskrevs av Malloch 1912. Puliciphora virginiensis ingår i släktet Puliciphora och familjen puckelflugor.
Artens utbredningsområde är Virginia. Inga underarter finns listade i Catalogue of Life.